# Bălcești
Bălcești – miasto w Rumunii, w okręgu Vâlcea. Liczy 5780 mieszkańców (2002).